# Aurelio Peccei

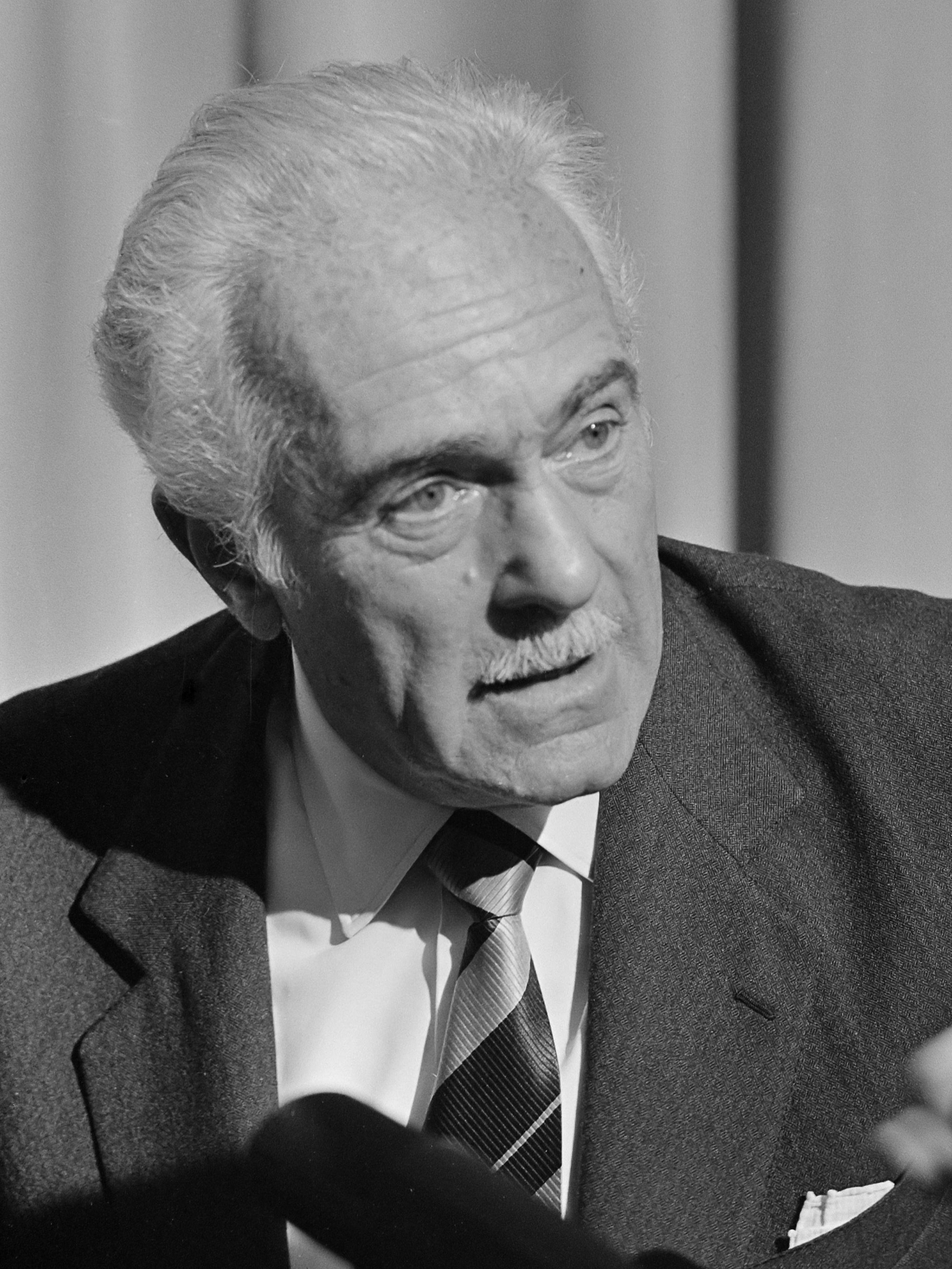
Aurelio Peccei (1976)

Aurelio Peccei - pronunție IFA, [auˈrɛːljo petˈtʃɛi] - (n. 4 iulie 1908, Torino, Piemont – d. 14 martie 1984, Roma) a fost un economist și industriaș italian, inițiatorul și unul dintre membrii fondatori ai Clubului de la Roma, care a cunoscut o imensă recunoaștere internațională după publicarea studiului de sustenabilitate Limitele creșterii (en  The Limits to Growth), publicat în 1972. 

## Biografie

### Primii ani
Aurelio Peccei s-a născut în 1908, în Torino, unde a trăit primele două decenii din viață. În 1930 a absolvit Universitatea din Torino, cu o diplomă în economie. La începutul anilor 1930 a obținut o bursă de studii la Sorbona, în Franța. La mijlocul anilor 1930 i se oferă o poziție la Uzinele Fiat, cu sediul la Torino, în conducerea operațiunilor lor din China, la Shanghai și Nankin. În China, Peccei a învățat să aprecieze această țară milenară și pe locuitorii săi, despre calitățile cărora și-a păstrat o stimă deosebită pentru toată viața.
Întorcându-se în Italia în ajunul celui de-Al Doilea Război Mondial, Peccei s-a implicat imediat în mișcarea de rezistență antifascistă, devenind membru al grupării Justiție și libertate.

### După 1945
După război, a fost implicat în  reconstrucția Uzinelor Fiat și a participat la variatele eforturi private și publice de a reclădi Italia, inclusiv la fondarea companiei aeriene Alitalia.
În 1949, a plecat în America Latină pentru a ajuta Uzinele Fiat să repornească activitatea lor în zonă, întreruptă în timpul războiului. S-a stabilit în Argentina, unde a trăit cu familia aproape un deceniu. În acest timp, a pornit activitatea firmei Fiat Concord, construind automobile și tractoare firma devenind curând, una dintre cele mai de succes companii din America Latină.
În 1958, cu sprijinul Fiat, a fondat Italconsult, al cărui președinte al Consiliului de Administrație a rămas până în 1970, când a devenit Președinte onorific. Italconsult era un grup economic non-profit de consultanță pentru țările în curs de dezvoltare, compus din specialiști de la diverse firme italiene.

### Perioada Olivetti, IIAAS și WWF
În 1964, Peccei a fost solicitat să conducă firma Olivetti, unul dintre vârfurile mondiale ale producătorilor de mașini de scris și aparate de birou de toate tipurile. Olivetti intrase în mari dificultăți financiare datorită schimbărilor profunde ce aveau loc în domeniul său de activitate, însă Peccei a reușit să transforme apropiatul faliment într-o revenire spectaculoasă pe piața mondială a firmei Olivetti.
În anii 1960 - 1970, Peccei a devenit unul dintre arhitecții principali ai Institutului Internațional pentru Analize Aplicate de Sistem (IIAAS), cu sediul în Laxenburg, Austria. Deschis în 1972, Institutul a servit ca o punte importantă între Europa de est și Occident. Printre fondatorii săi se numărau Academia Națională de Științe din S.U.A., Academia Sovietică de Științe, Consiliul Național pentru Cercetări Științifice din Italia și numeroase alte țări occidentale și comuniste cu instituții prestigioase. Institutul a devenit un loc de întâlnire al savanților și oamenilor de știință de pe întreg globul, constituind un liant pentru comunitatea științifică internațională din diverse domenii, printre care schimbările climaterice, energia, agricultura.
În această perioadă, Pecei a fost ales membru al Consiliului Internațional de Conducere a World Wildlife Fund (WWF), una dintre cele mai prestigioase instituții de acest gen din lume, sprijinind cu fermitate acțiunile WWF, nu numai pe plan internațional, ci și local în Italia.

## Clubul de la Roma
Clubul de la Roma ia ființă ca urmare a unei întâlniri în 1967, dintre Aurelio Peccei și Alexander King, savant scoțian, Directorul General pentru Probleme Științifice al OCDE – Organizația pentru Cooperare și Dezvoltare Economică. Cei doi au decis să organizeze o întâlnire la Accademia dei Lincei, în Roma, pe 7-8 aprilie 1968, la care să participe circa 30 de oameni de știință, pentru a discuta problemele globale ce confruntă omenirea, precum și necesitatea de a le trata la nivel mondial.
S-a decis ca un grup de cercetători de la Massachusetts Institute of Technology (MIT) să alcătuiască un proiect esențial pentru viitoarea activitate a Clubului de la Roma, intitulat Problematica Mondială. Acest proiect avea la bază o propunere a lui Jay Forrester, savant care a lucrat mulți ani la MIT și crease un model matematic al lumii și civilizației umane.

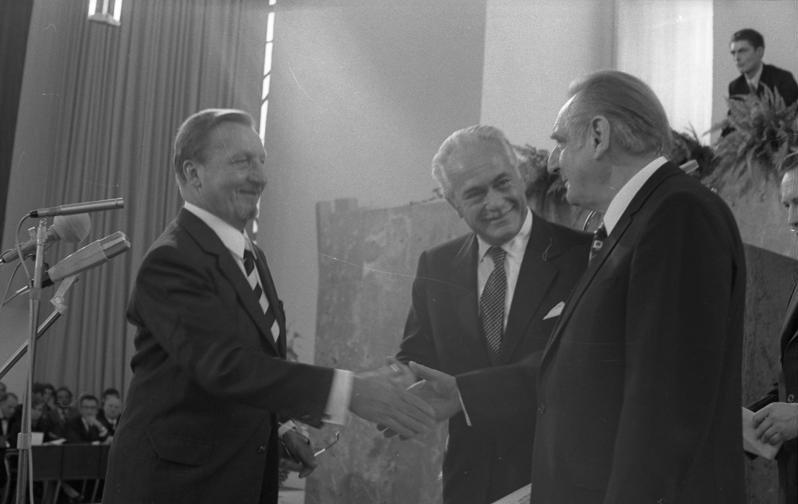
Aurelio Peccei (centru) în 1973

Acest model matematic conținea parametri ai creșterii populației, resurselor epuizate sau neregenerabile, industrializării, producției de alimente, degradării mediului. Forrester a încredințat proiectul cercetătorului Dennis Meadows care l-a revizuit și intitulat Limitele Creșterii. Acesta a fost primul raport către Clubul de la Roma, prezentat pe data de 12 martie 1972 la Washington, în Institutul Smithsonian. El avea să fie tradus în 30 de limbi și vândut în 10 milioane de copii, aducând Clubului de la Roma o reputație mondială. Dennis Meadows a revizuit și corectat modelul în 1992, prima prezentare a noii analize având loc în timpul conferinței „Dincolo de Limite”, organizată de Fundația Aurelio Peccei.
Între 1970 și 1980, Peccei a conceput și pus în aplicare un plan menit să ducă la sporirea receptivității  politicienilor de la cele mai înalte nivele privind problema supraviețuirii pe termen lung a umanității. Cu sprijinul lui Bruno Kreisky, cancelarul Austriei în acea vreme, Peccei a organizat în 1974 o întâlnire neoficială a mai multor șefi de stat și de guvern în Salzburg, Austria. La întâlnire au mai participat Luis Echeverria președintele Mexicului, Joop den Uyl prim-ministrul Olandei, Olof Palme prim-ministrul Suediei, Pierre Trudeau prim-ministrul Canadei, Leopold Senghor președintele Senegalului, precum și reprezentanți personali ai prim-miniștrilor din Irlanda și Algeria.
Alte două asemenea întâlniri neoficiale ale unor șefi de state s-au ținut în 1974 în Berlinul de Vest și în 1975 în Guanajuto, Mexic.
Peccei a mai organizat o serie de întâlniri internaționale, cum au fost cele din 1982 de la Tokio, „În întâmpinarea secolului XXI: Probleme globale și opțiuni umane“ și la Budapesta, „Alimente pentru Șase Miliarde de Oameni“.
Ultima întâlnire pe care Peccei a organizat-o și la care a participat a avut loc în capitala Columbiei,  Bogota în decembrie 1983, „Dezvoltarea într-o Lume a Păcii“.

## Lucrări publicate
Aurelio Peccei a scris mai multe cărți printre care:
- The Chasm Ahead (Prăpastia din fața noastră), Macmillan, NY (1969), ISBN 0-02-595360-5
- The Human Quality (Calitatea Umană), Pergamon Press (1977), ISBN 0-08-021479-7
- One Hundred Pages for the Future, Pergamon Press (1981), ISBN 0-08-028110-9
- Before It Is Too Late, cu Daisaku Ikeda, Kodansha America (1985), ISBN 0870117009